# Grupo Opni
Opni é um grupo de grafiteiros de reconhecimento nacional e internacionalmente e originário do território de São Mateus em São Paulo que pretende expressar por meio de arte, a realidade do dia a dia que os tornava invisíveis, para oportunidades e alvo para compor estereótipos.

## História
Formado em 1997, inicialmente, o Grupo OPNI era composto por cerca de vinte jovens moradores do bairro de São Mateus, na periferia de São Paulo. Tal intenção é refletida na sigla que dá nome ao grupo, que já significou Objetos Pichadores Não Identificados, Os Policiais Nos Incomodam e Os Prezados Nada Importantes. Atualmente, o nome do coletivo não pretere definições, significando um grito de guerra pessoal que representa a periferia.

## Trabalho de Arte
Possuem inspiração a comunidade onde cresceram e a forte influência da cultura afro brasileira. Desenvolveu painéis para a exposição A Vila Como Ela É, (2010) e participou da 1ª Bienal Internacional Graffiti Fine Art no MUBE, (2010); interpretação dos painéis “Guerra e Paz”, de Cândido Portinari, no encerramento da exposição realizada em São Paulo, que homenageou o artista no Memorial da América Latina, (2012); foi contemplado na categoria Melhor Grupo de Graffiti, do 1° Prêmio Mundo da Rua, (2012); representou a arte urbana brasileira, na 45° edição do New Orleans Jazz & Heritage Festival”, nos Estados Unidos (2014), vencedor na categoria “Territórios Culturais” do Prêmio Governador do Estado de São Paulo para a Cultura (2015), entre outros. O coletivo também é conhecido por desenvolver trabalhos para diversos artistas da cena atual de música independente, como Racionais MC’s, Criolo, MV Bill, Dexter, Emicida, Charlie Brown Junior, O Rappa, Banda Black Rio, Ponto de Equilíbrio, entre outros.

## Trabalho Social
O Grupo OPNI é responsável por diversos projetos artisticos realizados em comunidades do mundo.